# 小行星7259
小行星7259（7259 Gaithersburg）是一颗绕太阳运转的小行星，为主小行星带小行星。该小行星于1994年3月6日发现。

## 轨道参数
小行星7259的轨道半长轴为2.6483007 UA，离心率为0.114。